# 世界中風日
世界中風日 是每年的10月29日，目的是引起公眾關注中風的問題，提高預防及治療中風的意識。每年的10月29日，世界各地的機構都會舉行不同的活動，教育公眾關注中風，以及減低中風對破壞大眾健康的風險。此一年一度的活動自2006年開始，由世界中風組織（WSO）舉辦。
媒體及各專業機構每年都會參與世界中風日的活動。於2009年，有18個國家參與世界中風日的活動包括澳洲、巴西、沙烏地阿拉伯等地。同年，蒙古中風協會（Mongolian Stroke Association）於蒙古成立，更於2010年加入世界中風組織。